# Peter Mehringer
Peter Joseph Mehringer (Jetmore, 15 luglio 1910 – Pullman, 27 agosto 1987) è stato un lottatore statunitense, specializzato nella lotta libera.

## Palmarès
Olimpiadi
- 1 medaglia:
  - 1 oro (pesi medio-massimi a Los Angeles 1932).